# Хариялах (Гірський улус)
Хариялах (рос. Харыялах) — селище у Гірському улусі Республіки Сахи Російської Федерації.
Населення становить 6  осіб. Орган місцевого самоврядування — Одунунський наслег.

## Історія
Згідно із законом від 30 листопада 2004 року органом місцевого самоврядування є Одунунський наслег.

## Населення
| 2002 | 2010 |
| ---- | ---- |
| 7    | ↘6   |